# Фарний костел (Бучач)
Фарний костел Матері Божої — втрачений римо-католицький храм у м. Бучачі (нині Тернопільська область). Фундатор — дідич поселення Міхал Авданець гербу Абданк.

## Відомості
Перший костел у Бучачі було фундовано 1373 (старіші дані 28 липня 1379 тепер трактують як повторний фундуш) року, одночасно зі створенням римо-католицької парафії.
Правдоподібно, храм був збудований або в останній чверті XIV-го, або у XV ст. На думку Михайла Станкевича, кам'яним храм став наприкінці XV ст.
Власник міста Миколай Бучацький-Творовський — зять протестанта Радзивілла Миколи Христофора «Чорного» — був кальвіністом, сприяв поширенню цієї течії християнства, перетворив фарний костел на кальвінський збір за свого життя. У руках кальвіністів будівля перебувала до кінця XVI ст. Для використання римо-католикам фарний костел повернула, за одними даними, донька М. Бучацького-Творовського Катажина, за іншими, його син Ян Кшиштоф «Збожний», який свого часу змінив обряд на католицький, а ставши дідичем Бучача, також запровадив у костелі «набоженство» святого Розарію.
У надвечір'я святого Валентина 1643 року у львівському замку Марія Амалія Могилівна-Потоцька записала фундуш розміром 2000 злотих під 8 % річних для фарного костелу в Бучачі.
Від 1663 року при фарному костелі діяла препозитура з упосаженням 10000 флоринів. Занотовано, що 1667 року (володіння містом Яном Потоцьким) при храмі діяли школа, яка мала ректора, шпиталь (ним опікувався препозит) на 8 осіб водночас.
Храм сильно постраждав після турецько-татарських нападів 1672, 1676 років, зокрема, втратив склепіння. Відновлення було проведене у 1709—1710 роках.
Костел (велика ймовірність, що він був ґотичним) перед його розбиранням був кам'яним, тинькованим, однонавним, з двома бічними каплицями (справа — каплиця святої Анни, яка мала двері й три вікна, зліва — каплиця Пречистої Діви Марії з гори Кармель) вежею від фронту. Вівтарі та решта предметів культу були зроблені здебільшого на початку XVIII ст.
У записах метричних книг хрещень і поховань бучацьких костелів можна довідатись, що неодноразово хресними батьками були дідичі міста (зокрема, фундатор Бучацького монастиря ЧСВВ Стефан Александер Потоцький, його син Микола Василь), гості (генерал-ад'ютант короля Швеції Карла ХІІ Андерс (Єнджей) Тиллденкрон, львівський староста Йоахім Потоцький та інші).
З канонічними візитаціями храм відвідували: латинський архієпископ Львова Миколай Вижицький (20 жовтня 1740), єпископ Бакеу Станіслав Раймунд Єзерський (12 серпня 1754)

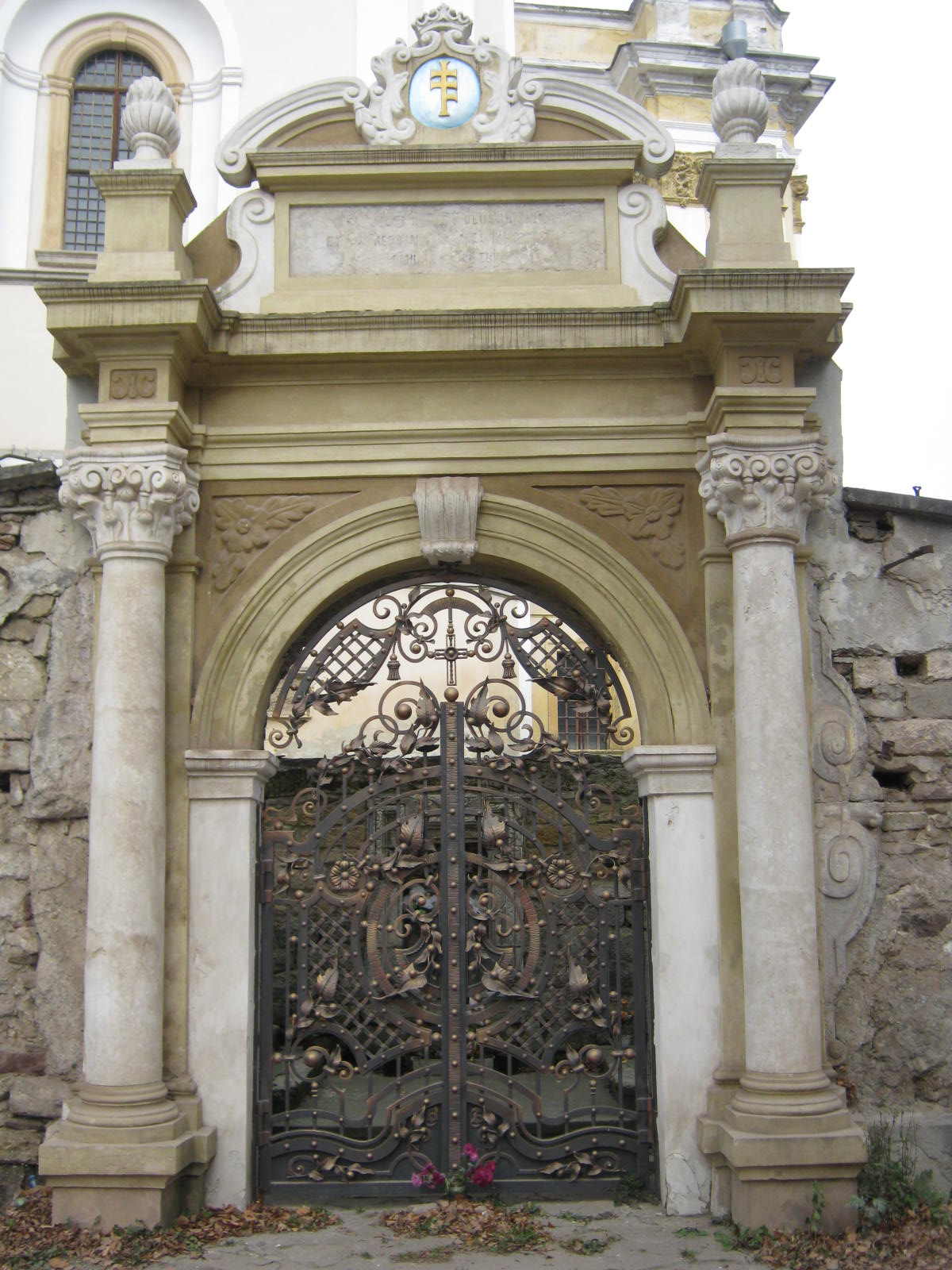
Стара вхідна брама

У костелі працювали ксьондзи: о. Станіслав Рикала, о. Стефан Броньовський, о. Томаш Пашковський (з 1674), о. Павел Розмисловський, о. Станіслав Мрочек (з 1702), о. Єжи Якуб Стронкевич (з 1704), о. Александер Юзеф Млодкевич (з 1711, перед цим пробощ у Бариші, з 1716 — теребовельський декан РКЦ, помер 28 липня 1740), о. Антоній Вілінський (з грудня 1740, до кінця існування храму), о. Томаш Венгерський.
1715 року кс. Александер Юзеф Млодкевич заснував «Шкаплірне братство» (або «Братство святого Скапулярію», пол. Bractwo Szkaplierza Matki Najświętszej), його протекторами зі шляхетського стану стали дідичі міста. Перші вибори у братстві відбулися 20 липня того року. 20 жовтня 1740 року канонічну візитацію мав львівський латинський архієпископ Миколай Вижицький. У жовтні 1760 року тут мали місію оо. місіонери з Городенки, під час якої дві вдови — Барбара Коваліха та Маріанна Ґуттерська — змінили обряд з лютеранського. Десь тоді М. В. Потоцький розпорядився розбирати храм, на місці якого мали будувати новий його коштом. З цього приводу 21 березня 1761 року в Бучачі, після дозволу В. Г. Сераковського, видав привілей, в якому записав фундуш для будівництва нового парафіяльного костелу.
Фарний костел вирішили замінити на новий кам'яний на початку XVIII ст., однак розбирати його почали восени 1760 р. за вказівкою канівського старости Миколи Василя Потоцького після того, як отримали дозвіл львівського латинського архієпископа Вацлава Героніма Сєраковського з Богуславиць. За сприяння М. В. Потоцького новий костел збудували у 1761–1763 роках, на думку З. Горнунга, за планом Мартина Урбаніка (також припускають, що це міг бути його компаньйон Бернард Меретин). У фундаційній грамоті на новий костел М. В. Потоцький не згадує грамоту М. Абданка. 14 серпня 1763 року В. Г. Сераковський під час канонічної візитації освятив (консекрував) костел та п'ять вівтарів.
Збережена до наших днів стара брама в мурі довкола території костелу була споруджена у XVII—XVIII ст. На її таблиці зберігся напис латиною: 
TE DECET HYMNUS DEUS 
 IN SION ET TIBI REDDETUR VOTUM 
 IN IERUSALEM Ps. 64.

## Усипальниця
За даними Шимона Старовольського, у старому фарному костелі були поховані (за тодішніми традиціями) представники родів Бучацьких гербу Абданк (зокрема, Давид — фундатор побудови бічного вівтаря), Творовських-Бучацьких (зокрема, Ян Творовський (Бучацький), була мідна позолочена таблиця з епітафією; Ян Кшиштоф «Збожний» (була надгробна таблиця з епітафією, встановлена братом Єжи Войцехом)), Потоцьких — до побудови доміканського костелу в Золотому Потоці (зокрема, Бернард, Анджей(Єнджей)), була пам'ятна таблиця з епітафією коронного стражника Миколая Потоцького.